# Чубаєвське сільське поселення
Чуба́євське сільське поселення (рос. Чубаевское сельское поселение) — муніципальне утворення у складі Урмарського району Чувашії, Росія. Адміністративний центр — присілок Чубаєво.

## Населення
Населення — 776 осіб (2019, 882 у 2010, 1051 у 2002).

## Склад
До складу поселення входять такі населені пункти:
| Населений пункт   | Населення, осіб (2002) | Населення, осіб (2010) |
| ----------------- | ---------------------- | ---------------------- |
| Батеєво, село     | 256                    | 190                    |
| Батеєво, селище   | 11                     | 2                      |
| Чубаєво, присілок | 784                    | 690                    |